# NFC istok
NFC istok je jedna od četiri divizije NFC konferencije u nacionalnoj ligi američkog nogometa NFL. Članovi divizije su Dallas Cowboysi, New York Giantsi, Philadelphia Eaglesi i Washington Redskinsi. Divizija postoji u trenutnom obliku od sezone 2002., kada je nakon ulaska u ligu Houston Texansa ukupan broj momčadi porastao na 32, koje su tada raspodijeljene na ukupno osam divizija po četiri momčadi, po četiri divizije u svakoj konferenciji.
Sjedišta momčadi divizije NFC istok su Arlington, Texas (Dallas Cowboys), East Rutherford, New Jersey (New York Giants), Philadelphia, Pennsylvania (Philadelphia Eagles) i Ashburn, Virginia (Washington Redskins).

## Pobjednici divizije NFC istok od 2002. do 2020. godine
| Sezona | Momčad                   | Omjer |
| ------ | ------------------------ | ----- |
| 2002.  | Philadelphia Eagles      | 12–4  |
| 2003.  | Philadelphia Eagles      | 12–4  |
| 2004.  | Philadelphia Eagles      | 13–3  |
| 2005.  | New York Giants          | 11–5  |
| 2006.  | Philadelphia Eagles      | 10-6  |
| 2007.  | Dallas Cowboys           | 13–3  |
| 2008.  | New York Giants          | 12–4  |
| 2009.  | Dallas Cowboys           | 11–5  |
| 2010.  | Philadelphia Eagles      | 10-6  |
| 2011.  | New York Giants          | 9-7   |
| 2012.  | Washington Redskins      | 10-6  |
| 2013.  | Philadelphia Eagles      | 10-6  |
| 2014.  | Dallas Cowboys           | 12–4  |
| 2015.  | Washington Redskins      | 9-7   |
| 2016.  | Dallas Cowboys           | 13–3  |
| 2017.  | Philadelphia Eagles      | 13–3  |
| 2018.  | Dallas Cowboys           | 10-6  |
| 2019.  | Philadelphia Eagles      | 9-7   |
| 2020.  | Washington Football Team | 7-9   |